# Vinicius Tobias
Vinicius Augusto Tobias da Silva, conhecido como Vinicius Tobias ou apenas Vini Tobias (São Paulo, 23 de fevereiro de 2004) é um futebolista brasileiro que atua como lateral-direito. Atualmente joga no Shakhtar Donetsk.

## Carreira

### Início
Vincius Tobias nasceu em Ermelino Matarazzo, bairro de São Paulo. Atuando numa escolinha chamada RSoccer, foi descoberto pelo empresário Augusto Nogueira e levado pelo então captador do Internacional, Sandro Silva, para fazer um teste no Internacional, em 2016, na cidade de Porto Alegre, onde foi aprovado.

### Internacional
Vinicius chegou como atacante, mas foi recuando de posição até chegar a lateral, tendo antes jogado como meia em 2017. Como o lateral titular Lucas Bagatini lesionou-se e não havia outro, Vinicius pediu ao técnico da categoria, Lucas Marchetti, uma chance na posição, efetivando-se nela.
Como forma de blindá-lo do assédio de clubes como Real Madrid e Bayern de Munique pelo seu destaque no Sul-Americano Sub-15, no dia em que completou 16 anos, assinou seu primeiro contrato profissional com o Internacional, válido por três anos, com uma multa rescisória no valor de 60 milhões de euros (359 milhões de reais na época).
Em julho de 2020, passou por um período de treinamentos com a equipe principal do técnico Eduardo Coudet e em novembro foi inscrito na lista do elenco Colorado na Libertadores.
Considerado a principal promessa das categorias de base do Internacional, chegou a ser inscrito no elenco que disputaria o Campeonato Gaúcho de 2021, mas não atuou pelo time principal do Colorado. Apesar do Internacional ter caído nas semifinais da Copa do Brasil Sub-20 de 2021, Vinicius foi selecionado para compor o time ideal do torneio.
Em outubro de 2021, figurou na lista do The Guardian das 60 maiores promessas nascidas em 2004. Em novembro, integrou o elenco que faturou o Brasileiro Sub-20 ante o São Paulo e foi relacionado pela primeira vez a uma partida do time principal no dia 16 por Diego Aguirre, contra o Cuiabá na 33ª rodada do Campeonato Brasileiro. Em sua última temporada pelo Internacional, atuou em 23 partidas pelo Sub-20 com um gol e uma assistência.

### Shakhtar Donetsk
Em 22 de julho de 2021, o diretor-geral do Shakhtar Donetsk confirmou a contratação de Vinicius Tobias pelo valor de 6 milhões de euros (36,8 milhões na época), com o jogador só transferindo-se em fevereiro de 2022, após completar 18 anos.
Porém acabou chegando antes, em janeiro de 2022, sendo anunciado oficialmente pelo clube ucraniano. Porém, não chegou atuar devido ao conflito ocorrido no país à época e foi liberado pela FIFA a procurar outro clube, onde acabou emprestado ao Real Madrid.

### Real Madrid
Em 4 abril de 2022, foi anunciado seu empréstimo por uma temporada ao Real Madrid com opção de compra ao final por aproximadamente 17–18 milhões de euros, sendo anunciado também que caso fosse adquirido definitivamente Vinícius teria assinado um pré-contrato de cinco anos com clube.
Em dezembro de 2022, foi informado pelo AS, um dos principais jornais da Espanha, que o clube merengue estaria perto de comprar Vinicius Tobias em definitivo pelos bons desempenhos tidos no Real Castilla principalmente após a mudança de esquema tático (passando a jogar com três zagueiros, Tobias passou a ser ala), onde na época estava com 19 partidas disputadas na temporada e recebeu elogios de Raúl González, técnico do Castilla e ex-jogador ídolo do clube.
Inicialmente vindo para fazer parte do Real Madrid Castilla, Vinicius passou a treinar com o time principal no final da temporada de 2021–22 e no início da temporada de 2022–23 foi integrado por Carlo Ancelotti para a pré-temporada do time nos Estados Unidos. Fez sua estreia em uma dessas partidas, o empate de 2–2 com o América do México em 27 de julho. Apesar de ter cometido o pênalti que deu ao América o empate do jogo, foi elogiado pelas suas contribuições ofensivas pela direita. Em agosto, constou na lista do Centro de Pesquisa e Análise da Seleção Brasileira de 17 atletas que tinham potencial para atuar em futuras competições pela Seleção Brasileira Principal, sendo o único defensor da lista.
Em 18 de janeiro de 2023, foi relacionado pela primeira vez ao banco do time principal, em partida contra o Villarreal válida pela Copa do Rey. Contudo, não chegou a estrear nela. Também chegou a ser relacionado para o jogo contra o Union Berlin, na última rodada da fase de grupos da Liga dos Campeões após lesão de Dani Carvajal para compor o elenco.
Em maio, foi selecionado para lista NXGN do Goal de melhores promessas do mundo, figurando na 5ª posição. No final da temporada 2022–23, o Shakhtar Donetsk aceitou estender seu empréstimo até o fim da temporada após acordo com o Real Madrid, sendo noticiado que o clube espanhol teria pago cerca de 500 mil euros de taxa do reempréstimo com uma cláusula de pré-compra fixada. Tobias disputou 35 partidas pelo Castilla na temporada.
Vinicius fez sua estreia em uma partida oficial pelo clube madrilenho em 6 de janeiro de 2024, na vitória por 3–1 sobre o Arandina, em jogo válido pela terceira fase da Copa do Rey. Com a estreia, tornou-se o 27º brasileiro a jogar em pelo menos uma partida pelo clube. Integrou o elenco campeão da Supercopa da Espanha em 14 de janeiro, após bater o Barcelona na final por 4–1 e da Liga dos Campeões de 2023–24, diante do Borussia Dortmund em 1 de junho.
Retorno ao Shakhtar Donetsk
Após dois anos na capital espanhola, com muitas oportunidades no Real Madrid Castilla e outras poucas no elenco principal, o Real Madrid optou por não contratar em definitivo o lateral brasileiro. Assim, no dia 24 de junho de 2024, o Shakhtar Donetsk anunciou o retorno de Tobias ao clube ucraniano.

## Seleção Brasileira

### Sub-15
Em 2018, foi um dos 25 convocados para um período de treinos na Granja Comary. Vinicius Tobias foi um dos convocados para disputar o Sul-Americano Sub-15 na Bolívia, em 2019. Na final contra a Argentina, fez o gol brasileiro de pênalti no tempo normal, que terminou 1–1. Nas penalidades, o Brasil venceu por 5–3 e sagrou-se campeão.

### Sub-17
Em outubro de 2020, foi convocado juntamente com outro companheiro de Internacional para a primeira etapa preparatória visando o Torneio Sul-Americano Comenbol de 2021.

### Sub-20
Foi um dos convocados para a disputa do Torneio do Espírito Santo de 2023, onde integrou o elenco campeão após vitória de 7–0 sobre o Uruguai. Em abril foi chamado para alguns amistosos, mas acabou não liberado pelo Real Madrid.

### Sub-23
Em 18 de setembro de 2023, foi um dos convocados para disputar dois amistosos contra Marrocos visando o Pré-Olímpico.
Em 21 de dezembro, foi um dos convocados por Ramon Menezes para disputar o Torneio Pré-Olímpico de 2024 visando as Olimpíadas de Paris, mas novamente acabou cortado por não liberação do Real Madrid.

## Estilo de jogo
Descrito pelo The Guardian com a frase do captador que o indicou para o Shakhtar Donetsk "Ele é um número 10 jogando como lateral-direito", Tobias destaca-se por sua capacidade associativa e a projeção ofensiva, tendo também rigor tático e solidez defensiva. Por já ter sido atacante na base, aparece com muita frequência no ataque, ajudando também o meio-campo e reconpo com eficiência na defesa.

## Estatísticas

#### Sub-15
| Ano   |       |      |         |
| Ano   | Jogos | Gols | Assist. |
| ----- | ----- | ---- | ------- |
| 2019  | 7     | 1    | 0       |
| Total | 7     | 1    | 0       |

|    | Data                   | Local                                                    | Placar    | Adversário | Gols | Competição                      |
| -- | ---------------------- | -------------------------------------------------------- | --------- | ---------- | ---- | ------------------------------- |
| 1. | 23 de novembro de 2019 | Campo de Desenvolvimento da Conmebol, Assunção, Paraguai | 6–0       | Bélgica    | 0    | Campeonato Sul-Americano Sub-15 |
| 2. | 25 de novembro de 2019 | Campo de Desenvolvimento da Conmebol, Assunção, Paraguai | 1–1       | Venezuela  | 0    | Campeonato Sul-Americano Sub-15 |
| 3. | 27 de novembro de 2019 | Estádio General Diaz, Assunção, Paraguai                 | 3–0       | Bolívia    | 0    | Campeonato Sul-Americano Sub-15 |
| 4. | 29 de novembro de 2019 | Campo de Desenvolvimento da Conmebol, Assunção, Paraguai | 3–0       | Peru       | 0    | Campeonato Sul-Americano Sub-15 |
| 6. | 5 de dezembro de 2019  | Estádio General Diaz, Assunção, Paraguai                 | 2–0       | Paraguai   | 0    | Campeonato Sul-Americano Sub-15 |
| 7. | 8 de dezembro de 2019  | Estádio Defensores del Chaco, Assunção, Chile            | 1–1 (5–3) | Argentina  | 1    | Campeonato Sul-Americano Sub-15 |

| Ano   |       |      |         |
| Ano   | Jogos | Gols | Assist. |
| ----- | ----- | ---- | ------- |
| 2023  | 1     | 0    | 0       |
| Total | 1     | 0    | 0       |

|    | Data                  | Local                                     | Resultado | Adversário | Gols | Competição |
| -- | --------------------- | ----------------------------------------- | --------- | ---------- | ---- | ---------- |
| 1. | 7 de setembro de 2023 | Complexo Desportivo de Fez, Fez, Marrocos | 0–1       | Marrocos   | 0    | Amistoso   |

## Títulos

### Seleção Brasileira

#### Sub-15
- Campeonato Sul-Americano Sub-15: 2019

#### Sub-20
- Torneio do Espírito Santo: 2023

### Internacional
- Campeonato Brasileiro Sub-20: 2021

### Real Madrid
- Supercopa da Espanha: 2023–24
- Liga dos Campeões da UEFA: 2023–24

### Prêmios individuais
- Seleção da Copa do Brasil Sub-20 de 2021
- 60 jovens promessas do futebol mundial de 2021 (The Guardian)
- NXGN 2023: 50 melhores promessas do futebol (Goal)